# Patinação de velocidade nos Jogos Pan-Americanos de 2019 - 300 m contra o relógio feminino
A competição 300 m contra o relógio feminino da patinação de velocidade sobre rodas nos Jogos Pan-Americanos de 2019 foi disputada por onze patinadoras na Pista de Patinação em Costa Verde, Lima, no dia 9 de agosto. 

## Calendário
Horário local (UTC-5).
| Data        | Horário | Fase  |
| ----------- | ------- | ----- |
| 9 de agosto | 10:00   | Final |

## Medalhistas
| Ouro   | CHI Maria José Sepúlveda |
| Prata  | COL Geiny Guzmán         |
| Bronze | GUA Dalia Marenco        |

## Resultados
| Pos.              | Patinador            | Nacionalidade      | Tempo  |
| ----------------- | -------------------- | ------------------ | ------ |
| Medalha de ouro   | María José Sepúlveda | CHI Chile          | 26.441 |
| Medalha de prata  | Geiny Guzmán         | COL Colômbia       | 26.627 |
| Medalha de bronze | Dalia Marenco        | GUA Guatemala      | 26.800 |
| 4                 | María Rodríguez      | ARG Argentina      | 27.058 |
| 5                 | María Loreto Armijos | ECU Equador        | 27.223 |
| 6                 | Veronica Alvarado    | MEX México         | 27.300 |
| 7                 | Haila Álvarez        | CUB Cuba           | 27.505 |
| 8                 | Ivonne Gallardo      | ESA El Salvador    | 27.685 |
| 9                 | Kelsey Helman        | USA Estados Unidos | 28.131 |
| 10                | Yarubi Bandres       | VEN Venezuela      | 30.046 |
| 10                | Jessica Estevez      | PER Peru           | 32.378 |